# Holden ECOmmodore
Der Holden ECOmmodore ist ein Hybrid-Konzeptfahrzeug auf Basis des Holden VT Commodore, das die australische GM-Tochter Holden zusammen mit der  CSIRO entwickelt hat. Er hat einen 2,0–l-R4-Ottomotor in Verbindung mit einem Elektromotor, der von Bleiakkumulatoren gespeist wird. Er ist heute im Powerhouse Museum in Sydney ausgestellt.
Der Wagen wurde auf der Melbourne International Motor Show im Mai 2000 vorgestellt und tauchte im Laufe des Jahres 2001 auf der North American International Auto Show in Detroit und auf der Hannovermesse auf.
Ebenso tauchte der Wagen als VIP-Fahrzeug beim Fackellauf der Olympischen Sommerspiele 2000 in Sydney auf. Er wurde nie in Serie gefertigt, sondern blieb ein Konzeptfahrzeug.
Zurzeit – mehr als acht Jahre nach seiner Vorstellung – bleibt der ECOmmodore nicht viel mehr als ein Marketingkonzept, wobei der Hersteller über die Auflage eines größeren und sogar stärkeren Hybridfahrzeuges nachdenkt.
Es gab Berichte, dass Holden 2010 eine Hybridversion des Holden VE Commodore bauen will, um die Verkaufszahlen zu Hause und im Ausland zu erhöhen.